# Impacció (animals)
La impacció és una obstrucció intestinal que pot ocórrer en diversos tipus d'animals quan consumeixen alguna cosa que no poden digerir. Un cop ingerida la substància, bloquejarà el tracte digestiu i, si no es tracta, pot provocar la mort.

## Símptomes
Alguns símptomes inclouen falta de gana o letargia. En molts rèptils una gran taca blava aparentment contusionada serà visible a l'abdomen ; tanmateix, això només es pot veure si la pell de l'espècie és prou clara per veure els òrgans interns inferiors.

## Tractament
Els tractaments habituals consisteixen en col·locar el rèptil en un bany tibi i fregar suaument la zona sota l'impacte per facilitar el pas de la substància consumida. Col·loqueu els dos polzes a l'esquena al mig, poseu els dos primers dits de la mà sota el ventre i fregueu suaument de manera circular fins que el rèptil defequi. Si això falla, l'animal ha de tenir un ènema.